# Аппарат Рива-Роччи
Аппарат Рива-Роччи — это прибор для определения резистентности капилляров при подозрении на цингу. Автором является итальянский терапевт Шипионе Рива-Роччи.

## Устройство работы
Манжетка при этом накладывалась на 15 минут при давлении 50 мм; обследованию подвергался участок кожи выше локтевого сгиба; при отсутствии петехий или при появлении их в количестве, не превышающем 6, проба считалась отрицательной, после чего переходили к большему давлению (65 мм). Если при давлении в 50 мм число петехий на выбранном участке оказывалось более 6, то переходили к меньшему давлению (35 мм). Появление петехий при давлении в 50 мм в количестве, превышающем 6, или появление более двух петехий при давлении в 35 мм расценивалось как показатель гиповитаминоза.